# 정창순
정창순(鄭昌順, 1727년 ~?)은 조선의 문신이다. 본관은 온양이다.

## 생애
1757년(영조 33) 정시문과에 을과로 급제해서 주서가 되고 지평을 거쳐 감운어사로 나가서 탐관오리들을 처벌한다. 이후 이후 지평과 정언을 거쳐 김천찰방을 하다가 지평, 정언, 부교리를 거쳐 교리로 승진, 시독관과 겸사서를 거쳐 부교리, 수찬, 교리를 하다가 과천어사를 거쳐 교리, 사서, 헌납, 필선, 사간, 집의를 거쳐 대사간으로 승진, 승지, 대사간, 한성부우윤, 사헌부대사헌을 두루 하며 조정의 실력자가 되고 정조를 보필해서 대사헌, 예조참판, 함경도관찰사, 대사간, 형조참판, 이조참판, 동지경연사를 두루 하고 사헌부대사헌, 도승지, 이조참판으로 동지경연사를 겸하고 이후 한성부판윤, 예조판서, 형조판서를 거쳐 경상도관찰사를 하다가 다시 사헌부대사헌과 예조판서를 거쳐 대사헌, 형조판서로 동지성균관사를 겸한 뒤 한성부판윤, 병조판서를 지낸다. 이후 이조판서, 의정부우참찬을 한다. 이후 예조판서, 공조판서, 판의금부사를 거쳐 수어사를 하고 선혜청제조를 겸하다가 판의금부사, 형조판서를 거쳐 수어사에 다시 임명되었다가 바로 경상도관찰사에 임명되어 외직으로 나갔다가 수어사로 선혜청과 약방의 제조를 겸하고 내의원제조를 거쳐 예조판서, 수어사, 이조판서를 거쳐 상의원제조를 겸하다 다시 예조판서가 되고 수어사, 예조판서, 공조판서를 거쳐 이후 판의금부사를 하다가 병조판서, 이조판서를 하고 예문관제학을 한 뒤에 홍문관제학으로 동지성균관사를 겸하고 병조판서, 홍문관제학, 예조판서를 거쳐 판의금부사가 되었다. 이후 경기수군절도사로 외직에 나갔는데 이후 공조판서로 복귀했다가 졸하였다. 사후 관직이 추탈되지만 나중에 복권된다.